# إبراهيم نصر
إبراهيم نصر (18 أغسطس 1946 - 12 مايو 2020)، ممثل كوميدي مصري، اشتهر بتقديم شخصية السيدة «زكية زكريا» التي كان يقدمها خلال المقالب.

## البيانات الشخصية
هو إبراهيم نصر النخيلي نسبة إلى مركز النخيلة من محافظة أسيوط لكنه ولد بحي شبرا بالقاهرة لأن والده جاء من الصعيد للعمل بالقاهرة فقد كان مقاولاً معمارياً. عندما صار عمره قرابة العشرة سنوات بدأ في تقليد أقرباه، وأصبح المقلد والكوميديان الذي يضحك العائلة. وفي المدرسة ترأس فريق التمثيل وكان أول عمل مدرسي كبير له هو مسرحية بمدرسة عثمان بن عفان بحي شبرا. وهو متزوج وليس له اولاد اخواته فؤاد وعياد وميلاد وعماد نصرالله إبراهيم النخيلى. حصل على ليسانس الآداب عام 1972.

## بدايته
في أحد الأيام التقى بالشاعر والمؤلف بخيت بيومي الذي أقنعنه بالذهاب معه إلى التليفزيون لكي يلعب دوراً درامياً في برنامج تقدمه أماني ناشد بعنوان «عزيزي المشاهد» وقد شارك في العمل، وكان على الهواء مباشرة وحقق ميلاداً حقيقياً لم يكن يتوقعه أبداً.

## حياته الفنية
حصل أثناء دراسته على العديد من الجوائز والميداليات تقديرا لإسهاماته البارزة في فريق التمثيل بالجامعة. بدأ حياته الفنية كمنولوجيست يقلد النجوم الكبار وشارك في مجموعة من برامج الأطفال في ذلك الوقت. وتوالت شهرته الفنية حتى قام بتمثيل وبطولة عدة مسلسلات تليفزيونية منها "الهروب إلى السجن" و"حكاية لها العجب" و"الزمن المر" كما شارك في عده مسرحيات كما عمل في حلقات عديده في برنامج الكاميرا الخفية الذي اعتاد تقديمه خلال شهر رمضان وحقق من خلاله شهرة واسعة. للفنان إبراهيم نصر مجموعة لا بأس بها من الأفلام التي شارك في تمثيلها، نذكر منها "بيت بلا حنان" عام 1976 و"حد السيف" عام 1986 و"امرأة واحدة لا تكفي" عام 1990 و"شمس الزناتي" عام 1991 و"لهيب الانتقام" عام 1993 و"حسن اللول عام 1997 وفيلم "إكس لارج" عام 2011 وغيرها من الأفلام المصرية.

## أعماله

### السينما
| - الصاغة - محطة الأنس - غراميات سايس - أولى ثانوي - الاحتياط واجب - جحيم امرأة | - لهيب الانتقام - درب العوالم - مستر كاراتيه - قهوة المواردي - بيت بلا حنان - شمس الزناتي | - حد السيف - امرأة واحدة لا تكفي - حسن اللول - زكية زكريا في البرلمان - إكس لارج - الكهف - صاحب المقام |

### مسرح
| - فندق الثلاث ورقات - أهلا يا دكتور - عطشان يا صبايا - إحنا جدعان أوي | - مصر بلدنا - نوار الخير - بسمة | - عائلة عصرية جدا - مطلوب مجرمين فوراً - زكية زكريا والعصابة المفترية |

### تلفزيون
| - حكاية لها العجب - قلوب خضراء - الزمن المر - على باب زويلة | - مارد الجبل - كاميرا إبراهيم نصر - انسى الدنيا - الهروب إلي السجن - رأفت الهجان | - هيما غاوي سيما - غباشى بتاع - هيمة شو - زوبه سات | - طرقعة - فوق السحاب «الدب» |

### الفوازير
- المناسبات

## الوفاة
توفي فجر يوم الثلاثاء الموافق 12 مايو من عام 2020 عن عمر ناهز 73 عاماً، وتم تشييع جثمانه من كنيسة المرقسية القديمة بالأزبكية، وتم دفنه بمدافن أسرته بمنطقة العباسية.